# Éperlecques
Éperlecques est une commune française située dans le département du Pas-de-Calais en région Hauts-de-France. Ses habitants sont appelés les Éperlecquois. La commune est membre de la communauté d'agglomération du Pays de Saint-Omer.
La commune d'Éperlecques, traversée par l'Aa canalisé, est située dans le nord-est du département du Pas-de-Calais à 10 km, à vol d'oiseau, au nord-est de la commune de Saint-Omer. C’est une commune de type bourg rural, appartenant à l’unité urbaine de Saint-Omer, avec une population de 3 740 habitants au dernier recensement de 2022, la population est en constante évolution depuis 1946 (1 794 habitants).
Le territoire communal est riche de quatre espaces protégés et gérés, dont le parc naturel régional des Caps et Marais d'Opale et le marais audomarois, de trois ZNIEFF et d'un site Natura 2000. La forêt d'Éperlecques, qui fait partie de la Znieff de la forêt d'Éperlecques et ses lisières, occupe une surface totale de 850 ha.
Sur le territoire communal se trouve le blockhaus d'Éperlecques qui fait l’objet d’une inscription au titre des monuments historiques.
Après la Seconde Guerre mondiale, la commune est décorée de la croix de guerre 1939-1945.

## Géographie

### Localisation
Localisée dans le nord-est du département du Pas-de-Calais et limitrophe du département du Nord, Éperlecques, traversée par l'Aa canalisé, se situe, à vol d'oiseau, et à 10 km au nord-est de Saint-Omer (chef-lieu d'arrondissement et aire d'attraction) et 30 km au sud-est de Calais. Elle fait partie du parc naturel régional des Caps et Marais d'Opale et est située à l'extrémité du marais audomarois.
Le territoire de la commune est limitrophe de ceux de sept communes, dont deux, Holque et Watten, situées dans le département du Nord
Les communes limitrophes sont Bayenghem-lès-Éperlecques, Holque, Houlle, Mentque-Nortbécourt, Muncq-Nieurlet, Ruminghem et Watten.

### Géologie et relief
La commune, qui s'étend au fond d'un large vallon, a superficie de la commune est de 25,56 km2 ; son altitude varie de 0  à   97 m.
La commune s'étend sur 2 556 ha dont 750 ha de forêt. En longueur, elle fait plus de 10 km. La forêt d'Éperlecques occupe une surface totale de 850 ha (avec la partie située en limite sud de Ruminghem) et constitue l'un des grands espaces naturels de l'agglomération.

### Hydrographie
Le territoire de la commune est situé dans le bassin Artois-Picardie.
La commune est traversée par sept cours d'eau :
- le fleuve Aa canalisé, qui marque, à l'est, la frontière de la commune avec le département du Nord, d'une longueur de 36,75 km, et qui prend sa source dans la commune d'Arques et se jette dans la mer du Nord entre les communes de Grand-Fort-Philippe et de Gravelines[4] ;
- le Reninghe, d'une longueur de 2,6 km, qui prend sa source dans la commune de Watten et se jette dans l'Aa au niveau de la commune de Watten[5] ;

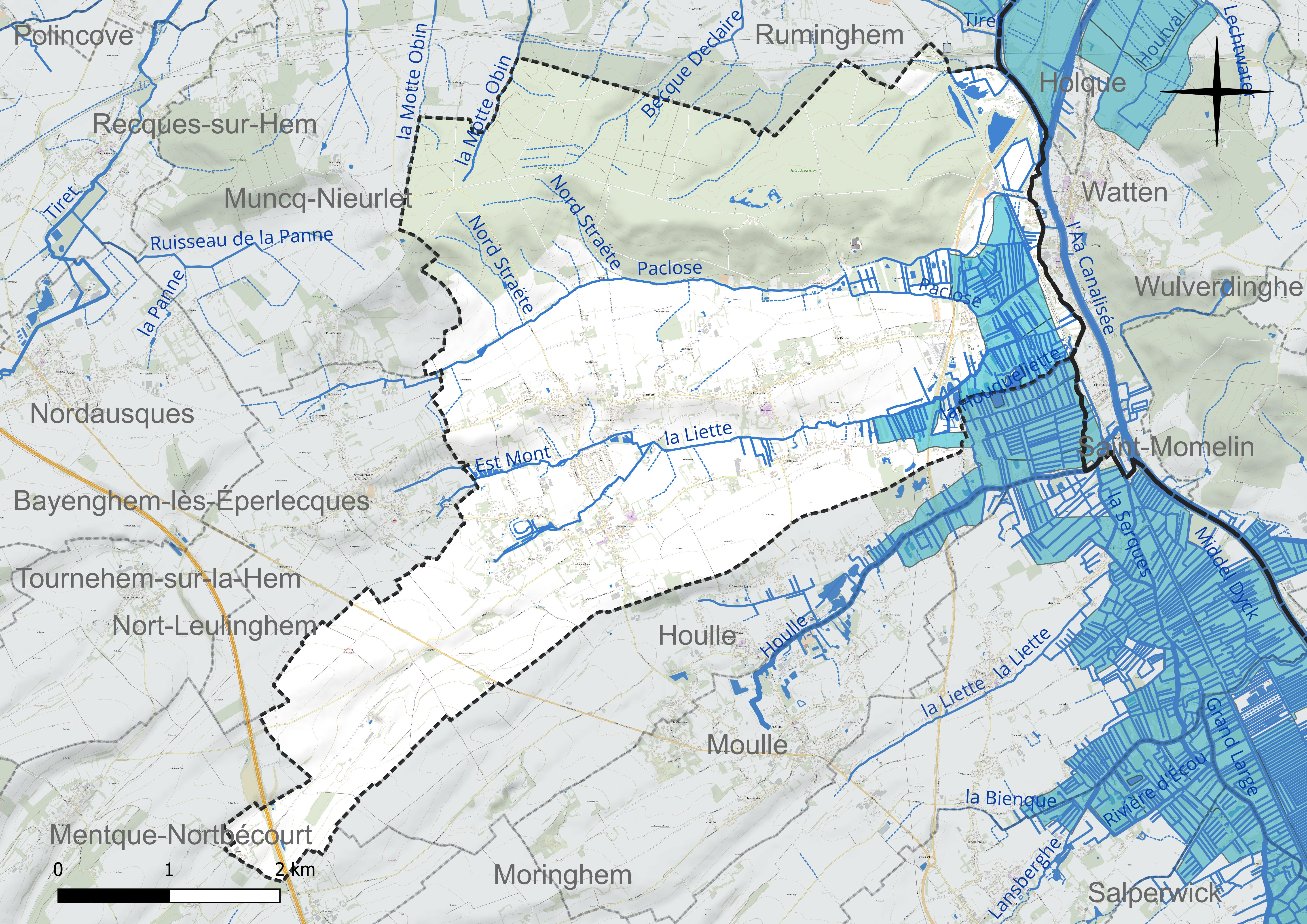
Réseau hydrographique d'Éperlecques.

- le Paclose, d'une longueur de 8,42 km, qui prend sa source dans la commune de Nordausques et se jette dans le Reninghe au niveau de la commune de Watten[6]. Quatre petits ruisseaux d'un kilomètre, affluents du Paclose, irriguent la commune : le ruisseau la Paclose et trois autres portant le nom  de Nord Straëte[7],[8],[9],[10] ;
- la Liette d'Eperlecques, d'une longueur de 5,91 km, qui prend sa source dans la commune et se jette dans le Paclose au niveau de la commune[11] ;
- la Motte Obin, cours d'eau naturel non navigable de 2,81 km, qui prend sa source dans la commune et se jette dans le Tiret au niveau de la commune de Ruminghem[12] ;
- l'Est Mont, d'une longueur de 2,34 km, qui prend sa source dans la commune de Bayenghem-lès-Éperlecques et se jette dans la Liette d'Eperlecques au niveau de la commune[13] ;
- le Becque Declaire, cours d'eau naturel non navigable de 1,85 km, qui prend sa source dans la commune et se jette dans le Tiret au niveau de la commune de Ruminghem[14].

### Climat
Pour des articles plus généraux, voir Climat des Hauts-de-France et Climat du Nord-Pas-de-Calais.
En 2010, le climat de la commune est de type climat océanique altéré, selon une étude du CNRS s'appuyant sur une série de données couvrant la période 1971-2000. En 2020, Météo-France publie une typologie des climats de la France métropolitaine dans laquelle la commune est exposée à un climat océanique et est dans la région climatique Côtes de la Manche orientale, caractérisée par un faible ensoleillement (1 550 h/an) ; forte humidité de l’air (plus de 20 h/jour avec humidité relative > 80 % en hiver), vents forts fréquents.
Pour la période 1971-2000, la température annuelle moyenne est de 10,5 °C, avec une amplitude thermique annuelle de 13,7 °C. Le cumul annuel moyen de précipitations est de 856 mm, avec 12,9 jours de précipitations en janvier et 8 jours en juillet. Pour la période 1991-2020, la température moyenne annuelle observée sur la station météorologique la plus proche, située sur la commune de Watten à 5 km à vol d'oiseau, est de 11,3 °C et le cumul annuel moyen de précipitations est de 822,8 mm,. Pour l'avenir, les paramètres climatiques de la commune estimés pour 2050 selon différents scénarios d'émission de gaz à effet de serre sont consultables sur un site dédié publié par Météo-France en novembre 2022.
| Mois                                  | jan.             | fév.           | mars           | avril           | mai             | juin           | jui.           | août           | sep.           | oct.            | nov.            | déc.             | année      |
| ------------------------------------- | ---------------- | -------------- | -------------- | --------------- | --------------- | -------------- | -------------- | -------------- | -------------- | --------------- | --------------- | ---------------- | ---------- |
| Température minimale moyenne (°C)     | 2                | 2              | 3,5            | 5,1             | 8,3             | 11,2           | 13,4           | 13,4           | 10,8           | 8,1             | 5               | 2,6              | 7,1        |
| Température moyenne (°C)              | 4,8              | 5,3            | 7,6            | 10,3            | 13,5            | 16,3           | 18,5           | 18,6           | 15,7           | 12,1            | 8,1             | 5,2              | 11,3       |
| Température maximale moyenne (°C)     | 7,6              | 8,5            | 11,7           | 15,5            | 18,6            | 21,3           | 23,7           | 23,8           | 20,7           | 16,1            | 11,1            | 7,9              | 15,5       |
| Record de froid (°C) date du record   | −19,3 14.01.1982 | −14,6 11.02.12 | −11 07.03.1971 | −4,6 02.04.1996 | −1,4 03.05.1981 | 1,1 02.06.1991 | 4,5 01.07.1984 | 4,7 28.08.1978 | 1,3 22.09.1997 | −6,8 29.10.1997 | −9,6 30.11.1978 | −13,8 29.12.1996 | −19,3 1982 |
| Record de chaleur (°C) date du record | 16,1 01.01.22    | 20 24.02.21    | 25,9 31.03.21  | 28,9 19.04.18   | 32,8 27.05.05   | 35,8 21.06.17  | 41,9 25.07.19  | 37 10.08.03    | 33,6 05.09.13  | 29,9 01.10.11   | 20,3 07.11.15   | 16,4 19.12.15    | 41,9 2019  |
| Précipitations (mm)                   | 69,5             | 57,8           | 50             | 43,9            | 56,4            | 58,8           | 67             | 72,9           | 71,9           | 83,9            | 97,3            | 93,4             | 822,8      |

### Paysages
Pour un article plus général, voir Paysage en France.
La commune s'inscrit dans les « paysages des coteaux calaisiens et du pays de Licques » tels qu'ils sont définis dans l'atlas de paysages de la région Nord-Pas-de-Calais, conçu par la direction régionale de l'Environnement, de l'Aménagement et du Logement (DREAL),.
Ces « paysages des coteaux calaisiens et du pays de Licques » concernent 56 communes du Pas-de-Calais. Ces paysages s'étendent sur environ 30 km de long (est-ouest) et 15 km de large (nord-sud) et présentent deux sous-ensembles : les coteaux calaisiens au nord et le pays de Licques au sud. Les altitudes de ces paysages varient de 206 m dans le Pays de Licques, à 120 m dans l’ouest des coteaux Calaisiens, près de Guînes, et à 10 m dans l'est, près d'Audruicq.
Ces paysages recouvrent trois entités écopaysagères : les collines guînoises qui constituent le rebord septentrional de l'Artois, l'entité de Bredenarde qui appartient à la plaine maritime flamande, et la cuvette de Licques. Ils sont constitués de 59,70 % de cultures, de 17,30 % de forêts, de 15,11 % de prairies naturelles, permanentes, de 7,45 % d'espaces artificialisés, avec les quatre principales communes que sont Audruicq, Ardres, Guînes et Licques, de 0,27 % d'industries, et de 0,18 % de cours d'eau et plan d'eau.
Les éléments structurants de ces paysages sont la LGV Nord et l'A26, la rivière la Hem qui coule du sud vers le nord-est, les escarpements sur les coteaux du Calaisis et autour du pays de Licques et, d'ouest en est, les différents boisements comme la forêt de Guînes, le bois de l'Abbaye, la forêt de Tournehem et une partie de la forêt d'Éperlecques.

### Milieux naturels et biodiversité

#### Espaces protégés et gérés
La protection réglementaire est le mode d’intervention le plus fort pour préserver des espaces naturels remarquables et leur biodiversité associée.
Dans ce cadre, la commune fait partie de plusieurs espaces protégés : 
- le parc naturel régional des Caps et Marais d'Opale, d’une superficie de 132 499 ha réparties sur 154 communes, géré par le syndicat mixte d'aménagement et de gestion du parc naturel régional des caps et marais d'Opale[24].
- le marais audomarois avec :
  - la réserve de biosphère, zone centrale, d'une superficie de 1 154 ha, géré par le syndicat mixte du parc naturel régional des Caps et marais d'Opale et la communauté d'agglomération du Pays de Saint-Omer (CAPSO)[25],
  - la réserve de biosphère, zone tampon, d'une superficie de 3 082 ha, géré par le syndicat mixte du parc naturel régional des Caps et marais d'Opale et la communauté d'agglomération du Pays de Saint-Omer[26],
  - la réserve de biosphère, zone de transition, d'une superficie de 18 303 ha, géré par le syndicat mixte du parc naturel régional des Caps et marais d'Opale et la communauté d'agglomération du Pays de Saint-Omer[27],
  - la zone humide protégée par la convention de Ramsar, d'une superficie de 3 737 ha[28].

#### Zones naturelles d'intérêt écologique, faunistique et floristique
L’inventaire des zones naturelles d'intérêt écologique, faunistique et floristique (ZNIEFF) a pour objectif de réaliser une couverture des zones les plus intéressantes sur le plan écologique, essentiellement dans la perspective d’améliorer la connaissance du patrimoine naturel national et de fournir aux différents décideurs un outil d’aide à la prise en compte de l’environnement dans l’aménagement du territoire.
Le territoire communal comprend deux ZNIEFF de type 1 :
- le marais de Warland et les étangs de la Musardière, d’une superficie de 155 ha et d'une altitude variant de deux à cinq mètres. Cette ZNIEFF située au pied des collines de Watten et d'Éperlecques, entre la Houlle au sud et la Liette au nord, parsemée de watergangs, a subi d'importantes modifications et les prairies naturelles ont régressé au profit de prairies semées et de cultures de maïs[29] ;
- la forêt d'Éperlecques et ses lisières, d’une superficie de 2 440 ha et d'une altitude variant de 12 à 94 mètres. Cette ZNIEFF souligne les premières ondulations des collines crayeuses de l’Artois. La forêt d’Eperlecques et les bois environnant occupent ces collines[30].

et une ZNIEFF de type 2 : le complexe écologique du marais Audomarois et de ses versants, d’une superficie de 12 177 ha et d'une altitude variant de 2  à   94 m. Cette ZNIEFF est un élément de la dépression préartésienne, drainé par l’Aa, le marais Audomarois est un golfe de basses terres bordé à l’Ouest par la retombée crayeuse de l’Artois et à l’Est par les collines argileuses de la Flandre intérieure.

Carte des ZNIEFF de type 1 et 2 sur la commune
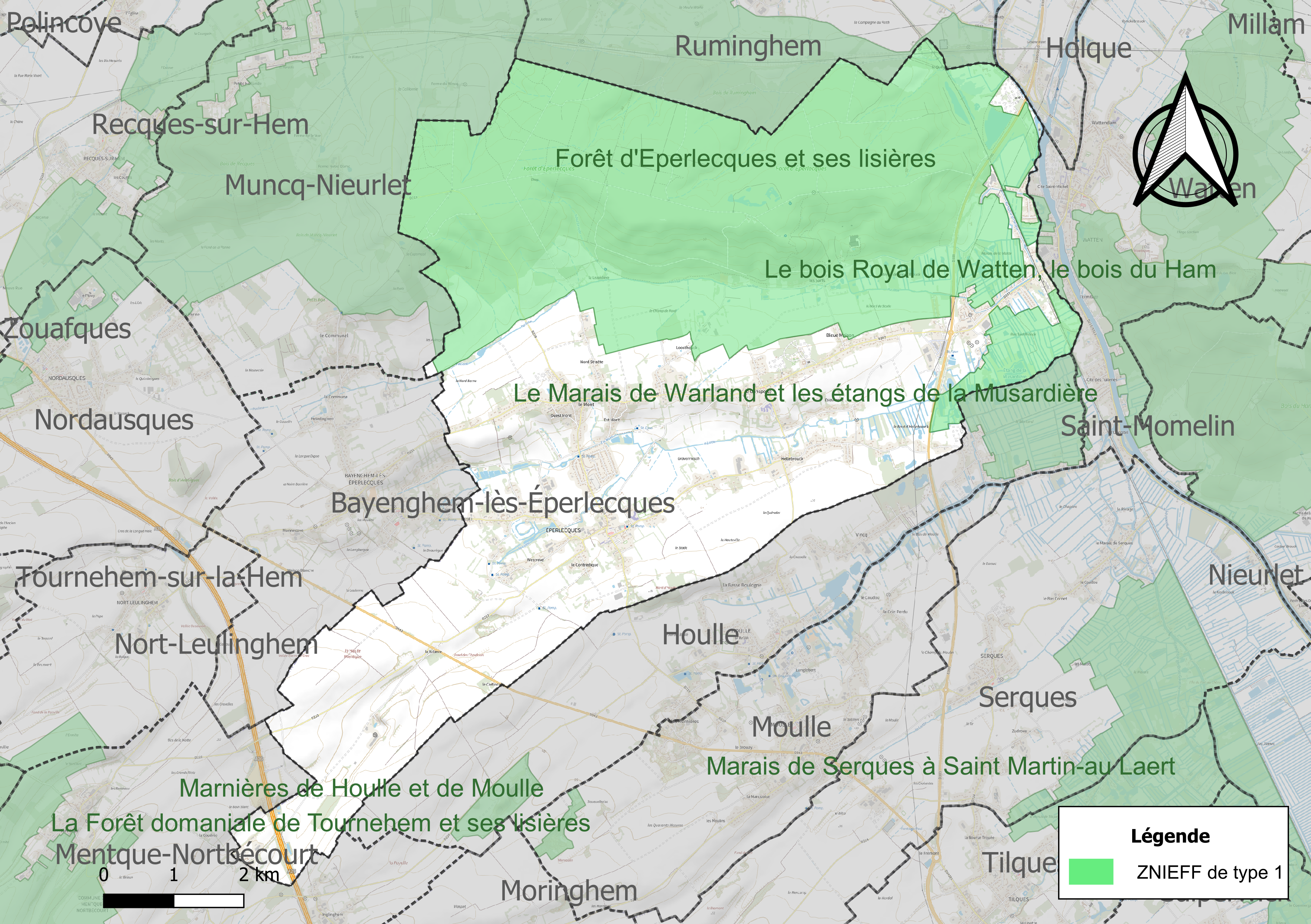
Carte des ZNIEFF de type 1 sur la commune.
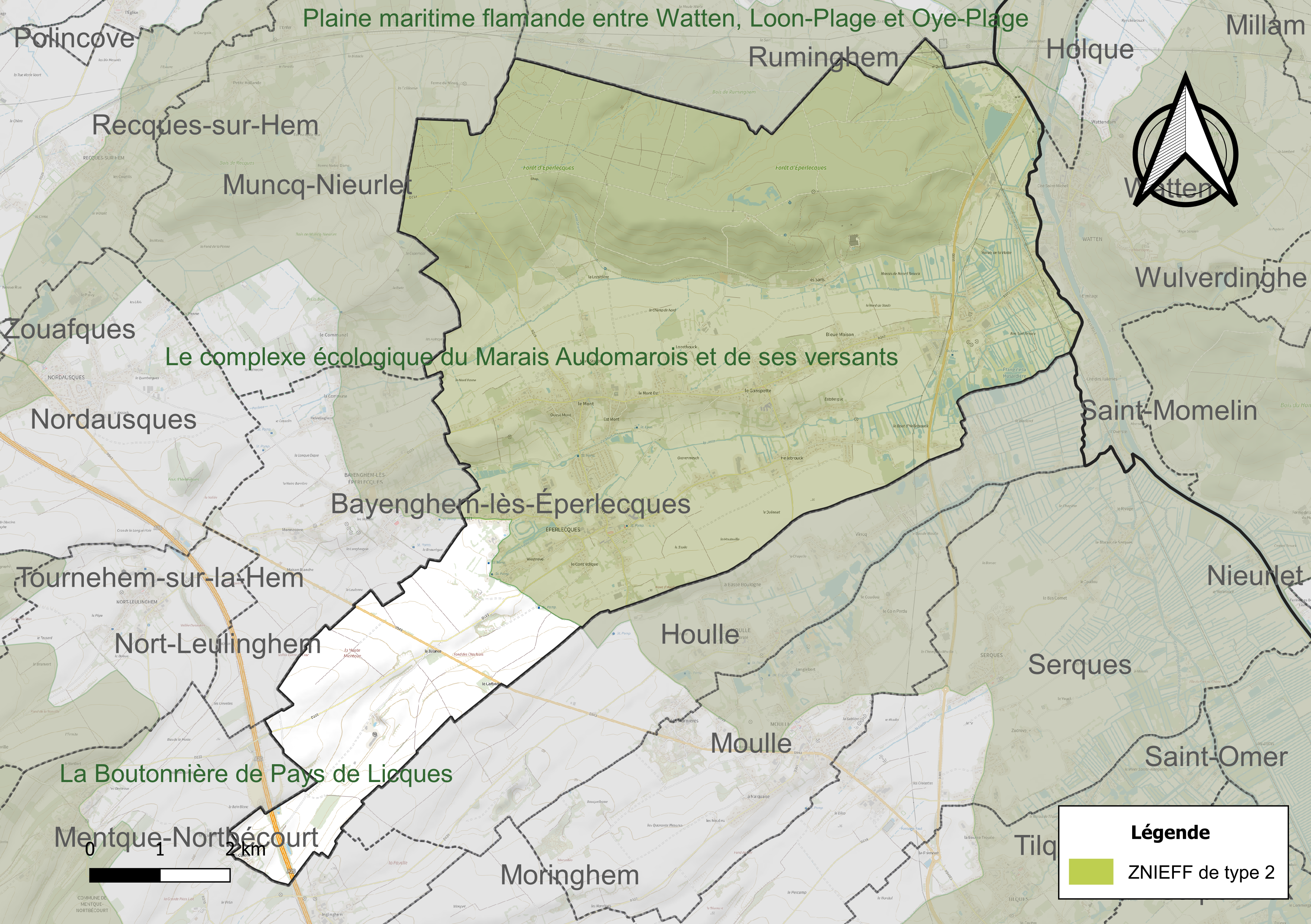
Carte de la ZNIEFF de type 2 sur la commune.

#### Site Natura 2000
Le réseau Natura 2000 est un réseau écologique européen de sites naturels d’intérêt écologique élaboré à partir des directives « habitats » et « oiseaux ». Ce réseau est constitué de zones spéciales de conservation (ZSC) et de zones de protection spéciale (ZPS). Dans les zones de ce réseau, les États Membres s'engagent à maintenir dans un état de conservation favorable les types d'habitats et d'espèces concernés, par le biais de mesures réglementaires, administratives ou contractuelles.
Sur la commune, un site Natura 2000 de type B est défini en site d'importance communautaire (SIC) : les prairies, marais tourbeux, forêts et bois de la cuvette audomaroise et de ses versants, d'une superficie de 563 ha.

## Urbanisme

### Typologie
Au 1er janvier 2024, Éperlecques est catégorisée bourg rural, selon la nouvelle grille communale de densité à sept niveaux définie par l'Insee en 2022.
Elle appartient à l'unité urbaine de Saint-Omer, une agglomération inter-départementale regroupant 23  communes, dont elle est une commune de la banlieue,,. Par ailleurs la commune fait partie de l'aire d'attraction de Saint-Omer, dont elle est une commune de la couronne,. Cette aire, qui regroupe 79 communes, est catégorisée dans les aires de 50 000 à moins de 200 000 habitants,.

### Occupation des sols
L'occupation des sols de la commune, telle qu'elle ressort de la base de données européenne d’occupation biophysique des sols Corine Land Cover (CLC), est marquée par l'importance des territoires agricoles (57,9 % en 2018), en diminution par rapport à 1990 (61,8 %). La répartition détaillée en 2018 est la suivante : 
terres arables (42,2 %), forêts (31,6 %), prairies (9,7 %), zones urbanisées (8,9 %), zones agricoles hétérogènes (5,9 %), zones humides intérieures (1,6 %). L'évolution de l’occupation des sols de la commune et de ses infrastructures peut être observée sur les différentes représentations cartographiques du territoire : la carte de Cassini (XVIIIe siècle), la carte d'état-major (1820-1866) et les cartes ou photos aériennes de l'IGN pour la période actuelle (1950 à aujourd'hui).

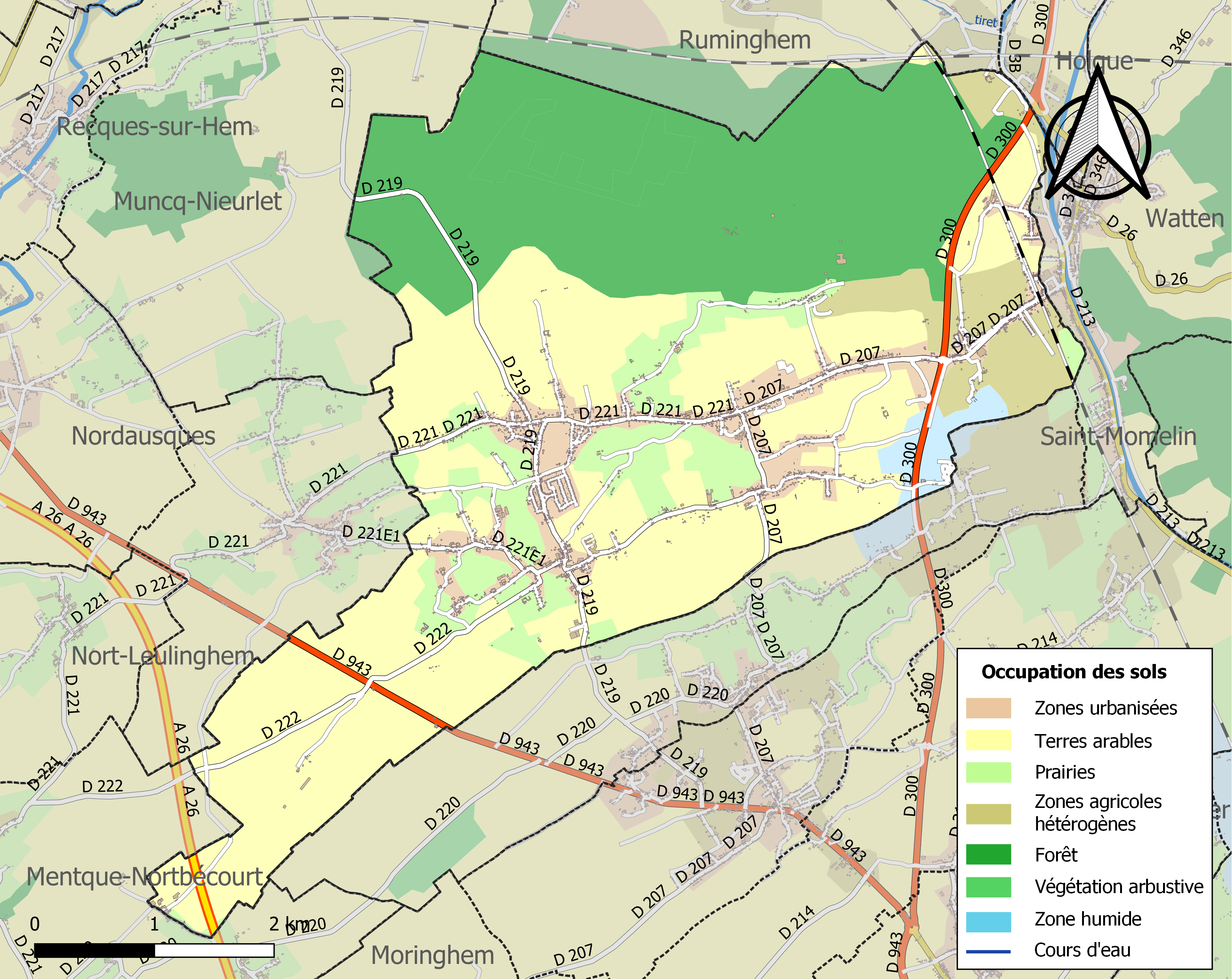
Carte des infrastructures et de l'occupation des sols de la commune en 2018 (CLC).

### Lieux-dits, hameaux et écarts

Vue d'Hellebrouck (été 2007).

La commune est composée de huit hameaux : Culem, le Mont, le Gandspette, le Sart, Bleue-Maison, Hellebroucq, la Meullemotte et le Centre.

### Habitat et logement
En 2018, le nombre total de logements dans la commune était de 1 484, alors qu'il était de 1 372 en 2013 et de 1 235 en 2008.
Parmi ces logements, 92,4 % étaient des résidences principales, 2,4 % des résidences secondaires et 5,1 % des logements vacants. Ces logements étaient pour 98,2 % d'entre eux des maisons individuelles et pour 1,2 % des appartements.
Le tableau ci-dessous présente la typologie des logements à Éperlecques en 2018 en comparaison avec celle du Pas-de-Calais et de la France entière. Une caractéristique marquante du parc de logements est ainsi une proportion de résidences secondaires et logements occasionnels (2,4 %) inférieure à celle du département (6,4 %) mais supérieure à celle de la France entière (9,7 %). Concernant le statut d'occupation de ces logements, 71,2 % des habitants de la commune sont propriétaires de leur logement (74,2 % en 2013), contre 57,8 % pour le Pas-de-Calais et 57,5 pour la France entière.
| Typologie                                               | Éperlecques | Pas-de-Calais | France entière |
| ------------------------------------------------------- | ----------- | ------------- | -------------- |
| Résidences principales (en %)                           | 92,4        | 86            | 82,1           |
| Résidences secondaires et logements occasionnels (en %) | 2,4         | 6,4           | 9,7            |
| Logements vacants (en %)                                | 5,1         | 7,6           | 8,2            |

### Voies de communication et transports

#### Voies de communication
La commune est desservie par les routes départementales D 207, D 219, D 222, D 300 et D 943 et est située à 8 km, à l'est, de la sortie no 2 de l'autoroute A 26, aussi appelé autoroute des Anglais, reliant Calais à Troyes.

#### Transports
La gare de Watten - Éperlecques est située sur la commune et sur la ligne de Lille aux Fontinettes et desservie par des trains TER Hauts-de-France. C'est une ancienne gare de bifurcation, origine de la ligne de Watten - Éperlecques à Bourbourg, exploitée de 1899 à 1964, qui reliait les communes d'Éperlecques et de Bourbourg (Nord).

### Risques naturels et technologiques
Le 18 juin 2019, un arrêté reconnaissant l'état de catastrophe naturelle sécheresse a été pris, pour onze communes du Pas-de-Calais, dont Éperlecques, afin que puisse avoir lieu l'indemnisation par les assurances des cas de maisons ou bâtiments fissurés à la suite du retrait-gonflement des argiles.

#### Risque inondation
À la suite du passage des tempêtes Ciarán, Domingos et Elisa et des inondations et coulées de boue qui se sont produites, la commune est reconnue, par arrêté du 14 novembre 2023, en état de catastrophe naturelle pour inondations et coulées de boue sur la période du 2 au 12 novembre 2023, comme 179 autres communes du département.

## Toponymie
Le nom de la localité est attesté sous les formes : Spirliacus au IXe siècle ; Spirliacum au XIe siècle ; Sperleca en 1069-1129 ; Sperlaca en 1139 ; Sperleke vers 1140 ; Sperlecka en 1193 ; Sperleka en 1218 ; Esperlech, Espellecque et Espreleke en 1298 ; Spellekae au XIIIe siècle ; Esprellecke en 1301 ; Esprelleche en 1303 ; Éperlecques en 1309 ; Espelleque en 1329 ; Esperleque en 1331 ; Exprelecque en 1332 ; Experleque en 1334 ; Esprelecque en 1372 ; Esprelesques en 1380 ; Esproulesques au XIVe siècle ; Esperleke en 1412 ; Esperleques en 1720 ; Eperleque en 1793 et Éperlecques depuis 1801.
Il s'agit d'une formation toponymique gallo-romaine en -(i)acum, suffixe de localisation et de propriété d'origine gauloise, qui a évolué en -eke dans les régions néerlandophones et les villages néerlandophones jusque vers Le Touquet-Paris-Plage, la graphie ayant par la suite été francisée en -ecques. Le s final s'explique peut-être par les formes au pluriel en -iacas, caractéristique du Nord jusqu'à la Normandie qui ont donné la terminaison -ies dans le domaine du gallo-roman. Ce suffixe est précédé d'un nom d’homme mal déterminé, peut-être latin *Spurilius (non attesté), hypocoristique de Spurius,, sans doute porté par un indigène gallo-romain.
La commune s'appelle Éparlecques en picard et Sperleke en néerlandais.

## Histoire

### Période romaine
L'Histoire antique d'Éperlecques est encore relativement méconnue. Eu égard au mobilier archéologique retrouvé lors de chantiers ou travaux agricoles, un passé gallo-romain est bien attesté. En effet, des fragments de poteries romaines, des pièces de monnaie, et parfois des sépultures ont été mis au jour à quelques reprises. De plus, et cela pourrait expliquer la présence de vestiges romains, on sait qu’à l’époque Eperlecques était traversée par deux voies romaines, connues de nos jours sous le nom de Grande Rue (au nord du village), et la Grande Leulène (extrémité ouest).

### Période médiévale
Le comte Gérard en donna le domaine au monastère de Saint-Winoc en 821. Probablement ce même comte Gérard fonda l'église d'Éperlecques, dépensant à ses débuts de celle de Wormhout.
En 1071 Robert-le-Frison, comte de Flandres, cède Eperlecques à Eustache, comte de Boulogne.
Vers 1140, les chanoines de l'abbaye de Watten prennent à cens de l'aumônier de l'abbaye de Saint-Bertin de Saint-Omer et de son prévôt Manassès, une terre située à Éperlecques.
Vers 1150, Drogon d'Éperlecques est témoin d'une charte passée par le comte de Guînes Arnould Ier de Guînes en faveur de l'abbaye de Saint-Bertin de Saint-Omer, en présence de plusieurs seigneurs du comté de Guînes.
Au XVe siècle, Enguerrand de Bournonville puis son fils Antoine de Bournonville sont châtelains d'Éperlecques.
Le château, pris par les Français en 1487, est repris par les Bourguignons en 1489.

### Époque moderne
Le château d'Éperlecques, défendu par son capitaine Gauthier de Bersaques, est pris par les Français en 1542.
En 1627, la seigneurie d'Éperlecques, de même que Ruminghem, est détenue par un membre de la prestigieuse Maison de Croÿ, Charles Philippe Alexandre de Croÿ, marquis de Renty, prince d'Havré, châtelain-vicomte de Bourbourg, Grand d'Espagne, possesseur de nombreuses seigneuries.
Le maréchal de Châtillon se rend maître du château le 30 mai 1638; après deux jours de siège. Le maréchal de la Meillearaye détruit complètement le château en août 1639 après s’être emparé d'Hesdin puis, ayant fait sa jonction avec Maillé-Brezé après la chute de Lens (1641), il ravagea  les faubourgs de Lille.

### Époque contemporaine
Pendant la Seconde Guerre mondiale, le blockhaus d'Éperlecques est construit par l'occupant nazi pour être une base de lancement de missiles V2, mais les différents bombardements Alliés ont rendu son achèvement impossible.
La commune est décorée de la croix de guerre 1939-1945 le 11 novembre 1948, distinction également attribuée à 28 autres communes du Pas-de-Calais.

## Politique et administration

### Découpage territorial
La commune se trouve  dans l'arrondissement de Saint-Omer du département du Pas-de-Calais.

#### Circonscriptions administratives
La commune faisait partie depuis 1803 du canton d'Ardres. Dans le cadre du redécoupage cantonal de 2014 en France, cette circonscription administrative territoriale a disparu, et le canton n'est plus qu'une circonscription électorale.
Pour les élections départementales, la commune fait partie depuis 2014 du canton de Saint-Omer

#### Commune et intercommunalités
Éperlecques était membre de la communauté d'agglomération de Saint-Omer (CASO), un établissement public de coopération intercommunale (EPCI) à fiscalité propre créé en 2001 et auquel la commune avait transféré un certain nombre de ses compétences, dans les conditions déterminées par le code général des collectivités territoriales.
Dans le cadre des dispositions de la loi portant nouvelle organisation territoriale de la République du 7 août 2015, qui prévoit que les établissements publics de coopération intercommunale (EPCI) à fiscalité propre doivent avoir un minimum de 15 000 habitants, cette intercommunalité a fusionné avec sa voisine pour former, le 1er janvier 2017, la communauté d'agglomération du Pays de Saint-Omer (CAPSO) dont est désormais membre la commune.

#### Circonscriptions électorales
Pour l'élection des députés, elle fait partie de la sixième circonscription du Pas-de-Calais.

### Élections municipales et communautaires

#### Liste des maires
| Période                                  | Période                     | Identité                  | Étiquette | Qualité |
| ---------------------------------------- | --------------------------- | ------------------------- | --------- | --- |
| Les données manquantes sont à compléter. |                             |                           |           | |
| 1925                                     | 1936                        | M. Seigre-Dereudre        |           | |
| Les données manquantes sont à compléter. |                             |                           |           | |
| mai 1945                                 | 1962                        | Louis Biecq               |           | |
| 1962                                     | mars 1971                   | Benjamin Rozé             |           | |
| mars 1971                                | mars 1983                   | Roger Decroix (1922-2013) | SE        | Agent SNCF |
| mars 1983                                | mars 2001                   | Gilles Cocquempot         | PS        | Attaché commercial Député du Pas-de-Calais (7e circ.) (2001 → 2012)                                                   |
| mars 2001                                | mars 2014                   | Michel Guilbert           | PS        | Fonctionnaire du Trésor public Vice-président de la CA de Saint-Omer                                                  |
| mars 2014,                               | En cours (au 1er août 2023) | Laurent Denis             | PS        | Chef de cuisine Vice-président puis président de la CA du Pays de Saint-Omer (2025 → ) Réélu pour le mandat 2020-2026 |

### Jumelages
La commune est jumelée avec :
| Ville | Ville      | Pays | Pays     | Période     |
| ----- | ---------- | ---- | -------- | ----------- |
|       | Zonnebeke, |      | Belgique | depuis 1980 |

## Équipements et services publics

### Enseignement
La commune est située dans l'académie de Lille et dépend, pour les vacances scolaires, de la zone B.
La commune administre le groupe scolaire de la Liette.
Sur le territoire de la commune se trouve également un établissements privées : l'école primaire Saint Joseph gérée par l'organisme de gestion de l'enseignement catholique (OGEC).

### Justice, sécurité, secours et défense
La commune dépend du tribunal judiciaire de Saint-Omer, du conseil de prud'hommes de Saint-Omer, de la cour d'appel de Douai, du tribunal de commerce de Boulogne-sur-Mer, du tribunal administratif de Lille, de la cour administrative d'appel de Douai, du pôle nationalité du tribunal judiciaire de Boulogne-sur-Mer et du tribunal pour enfants de Saint-Omer.

## Population et société
Les habitants de la commune sont appelés les Éperlecquois.

### Démographie

#### Évolution démographique
L'évolution du nombre d'habitants est connue à travers les recensements de la population effectués dans la commune depuis 1793. Pour les communes de moins de 10 000 habitants, une enquête de recensement portant sur toute la population est réalisée tous les cinq ans, les populations de référence des années intermédiaires étant quant à elles estimées par interpolation ou extrapolation. Pour la commune, le premier recensement exhaustif entrant dans le cadre du nouveau dispositif a été réalisé en 2007.

En 2022, la commune comptait 3 740 habitants, en évolution de +4,41 % par rapport à 2016 (Pas-de-Calais : −0,72 %, France hors Mayotte : +2,11 %).
| 1793  | 1800  | 1806  | 1821  | 1831  | 1836  | 1841  | 1846  | 1851  |
| ----- | ----- | ----- | ----- | ----- | ----- | ----- | ----- | ----- |
| 1 415 | 1 390 | 1 829 | 1 804 | 1 837 | 1 892 | 1 874 | 1 887 | 1 931 |

| 1856  | 1861  | 1866  | 1872  | 1876  | 1881  | 1886  | 1891  | 1896  |
| ----- | ----- | ----- | ----- | ----- | ----- | ----- | ----- | ----- |
| 1 971 | 1 924 | 1 950 | 2 052 | 2 133 | 2 230 | 2 233 | 2 301 | 2 142 |

| 1901  | 1906  | 1911  | 1921  | 1926  | 1931  | 1936  | 1946  | 1954  |
| ----- | ----- | ----- | ----- | ----- | ----- | ----- | ----- | ----- |
| 2 156 | 2 139 | 2 128 | 1 994 | 1 984 | 2 052 | 2 058 | 1 794 | 1 879 |

| 1962  | 1968  | 1975  | 1982  | 1990  | 1999  | 2006  | 2007  | 2012  |
| ----- | ----- | ----- | ----- | ----- | ----- | ----- | ----- | ----- |
| 2 061 | 2 168 | 2 276 | 2 556 | 2 785 | 2 885 | 3 104 | 3 135 | 3 350 |

| 2017  | 2022  | - | - | - | - | - | - | - |
| ----- | ----- | - | - | - | - | - | - | - |
| 3 640 | 3 740 | - | - | - | - | - | - | - |

#### Pyramide des âges
En 2018, le taux de personnes d'un âge inférieur à 30 ans s'élève à 39,4 %, soit au-dessus de la moyenne départementale (36,7 %). À l'inverse, le taux de personnes d'âge supérieur à 60 ans est de 20,3 % la même année, alors qu'il est de 24,9 % au niveau départemental.
En 2018, la commune comptait 1 808 hommes pour 1 860 femmes, soit un taux de 50,71 % de femmes, légèrement inférieur au taux départemental (51,5 %).
Les pyramides des âges de la commune et du département s'établissent comme suit.
| Hommes | Classe d’âge | Femmes |
| ------ | ------------ | ------ |
| 0,3    | 90 ou +      | 0,5    |
| 3,8    | 75-89 ans    | 6,4    |
| 14,6   | 60-74 ans    | 14,9   |
| 19,9   | 45-59 ans    | 18,0   |
| 21,2   | 30-44 ans    | 21,4   |
| 16,1   | 15-29 ans    | 16,1   |
| 24,0   | 0-14 ans     | 22,6   |

| Hommes | Classe d’âge | Femmes |
| ------ | ------------ | ------ |
| 0,5    | 90 ou +      | 1,6    |
| 5,6    | 75-89 ans    | 8,9    |
| 16,7   | 60-74 ans    | 18,1   |
| 20,2   | 45-59 ans    | 19,2   |
| 18,9   | 30-44 ans    | 18,1   |
| 18,2   | 15-29 ans    | 16,2   |
| 19,9   | 0-14 ans     | 17,9   |

### Sports et loisirs
- Club de football CAE - Le Cercle Athlétique Éperlecques, créé en 1971.
- Club de karaté KTJE : taijitsu, full-contact, qi gong, créé en 1987.

## Culture locale et patrimoine

### Lieux et monuments

#### Monument historique
La commune compte plusieurs monuments historiques :
- Le blockhaus d'Éperlecques fait l’objet d’une inscription au titre des monuments historiques depuis le 3 septembre 1986[71].

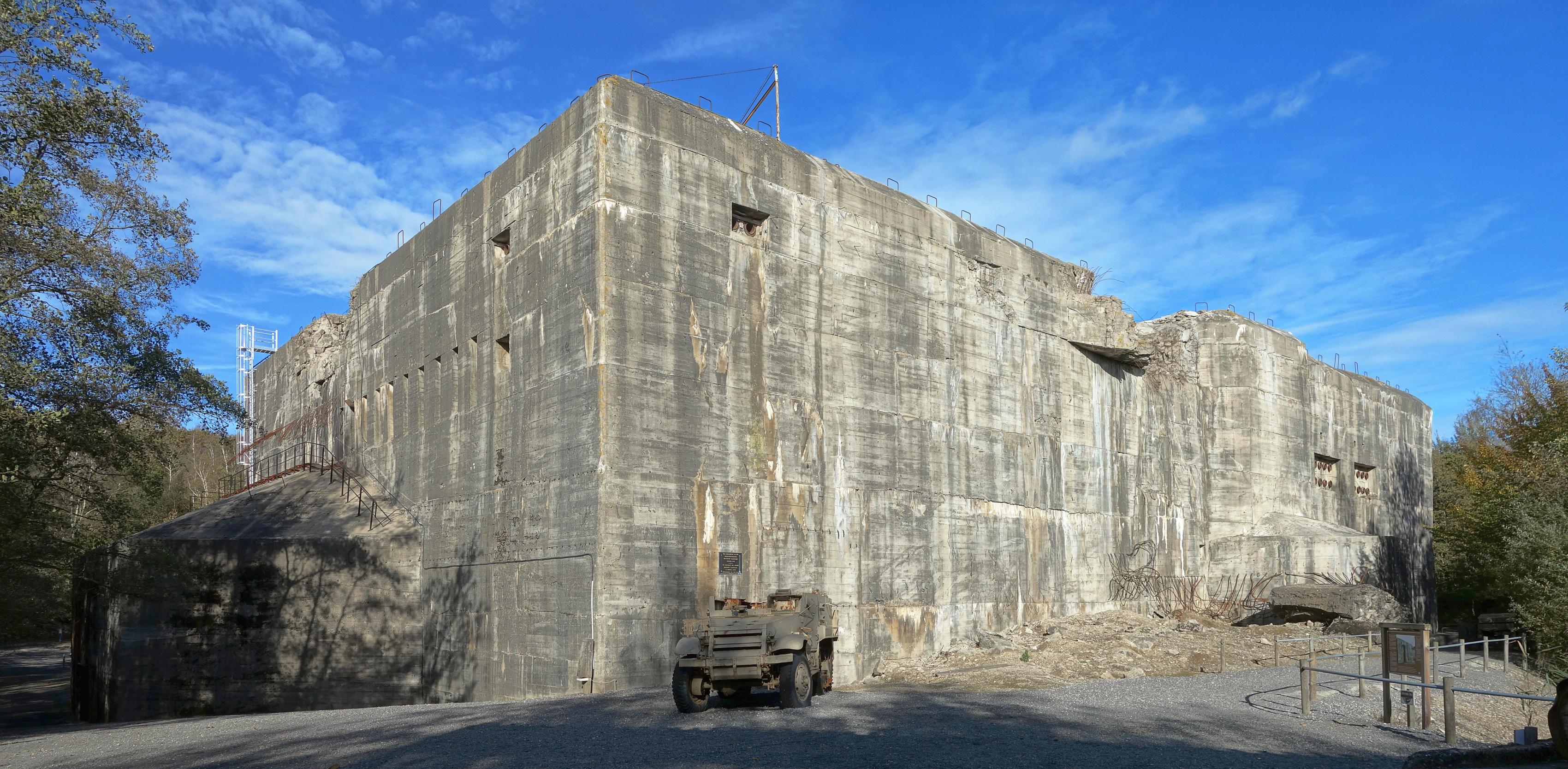
Le blockhaus.

#### Autres lieux et monuments
- L'église Saint-Léger du XVe siècle et sa tour en pierre blanche du XVIe. Des éléments patrimoniaux se trouvant dans l'église Saint-Léger sont classés ou inscrits au titre d'objet des monuments historiques :
  - l'ancien jubé du XVe siècle classé depuis le 1er mai 1908[72],
  - la cloche du XIXe siècle, fonte de Drouot inscrite depuis le 13 novembre 1973[73].
- La chapelle Notre-Dame-des-Neiges du XIXe siècle (hameau du Gandspette), chapelle bénite le 19 août 1715[74].
- 6 petites chapelles :
  - Notre-Dame-des-Trois-Cayelles (avant 1780, dans la forêt).
  - Notre-Dame-de-Lourdes (1907, rue de l'église).
  - Notre-Dame-des-Miracles (1912, rue du Mont).
  - Saint-Antoine (dans la forêt).
  - Saint-Pierre (rebâtie en 1837, rue Saint-Pierre).
  - de la Viergette (1957, rue du Pavillon).

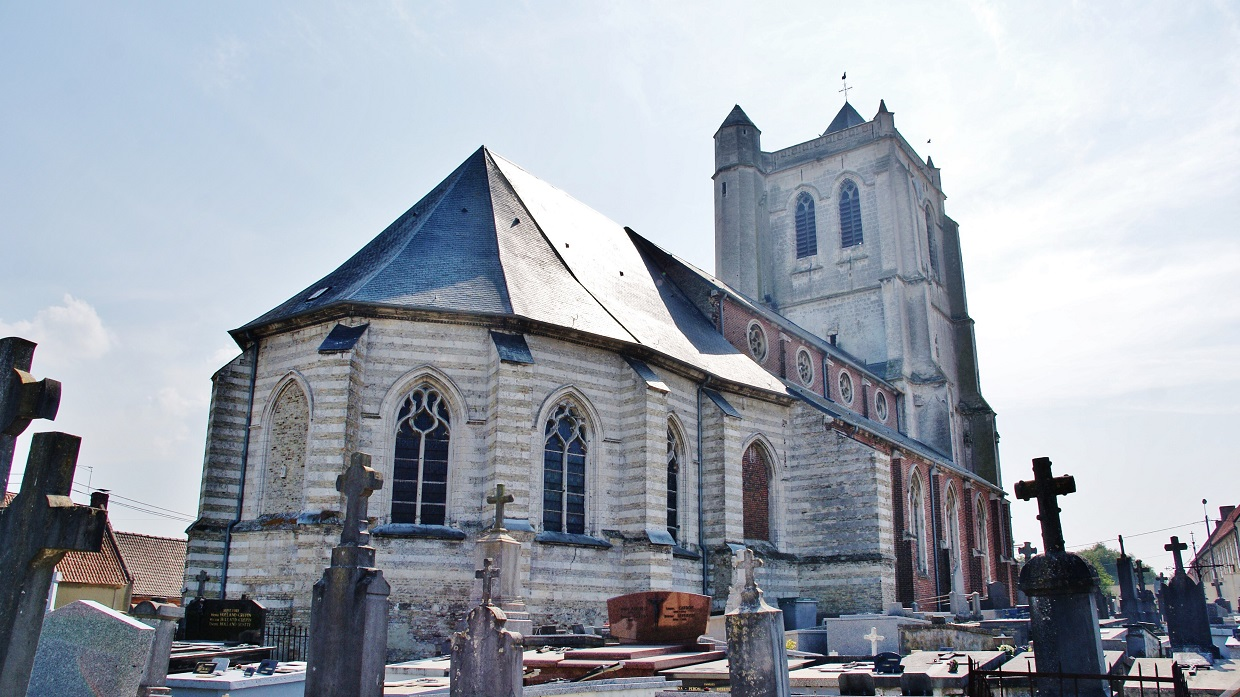
L'église.
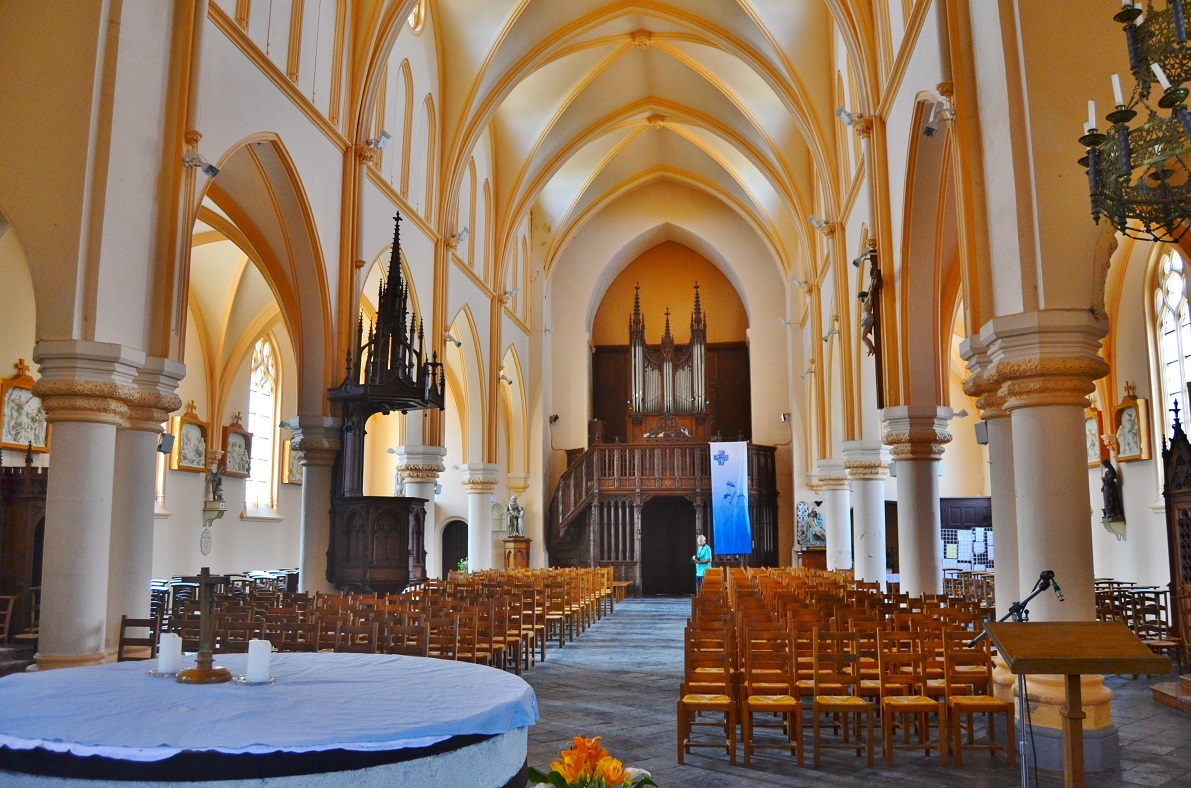
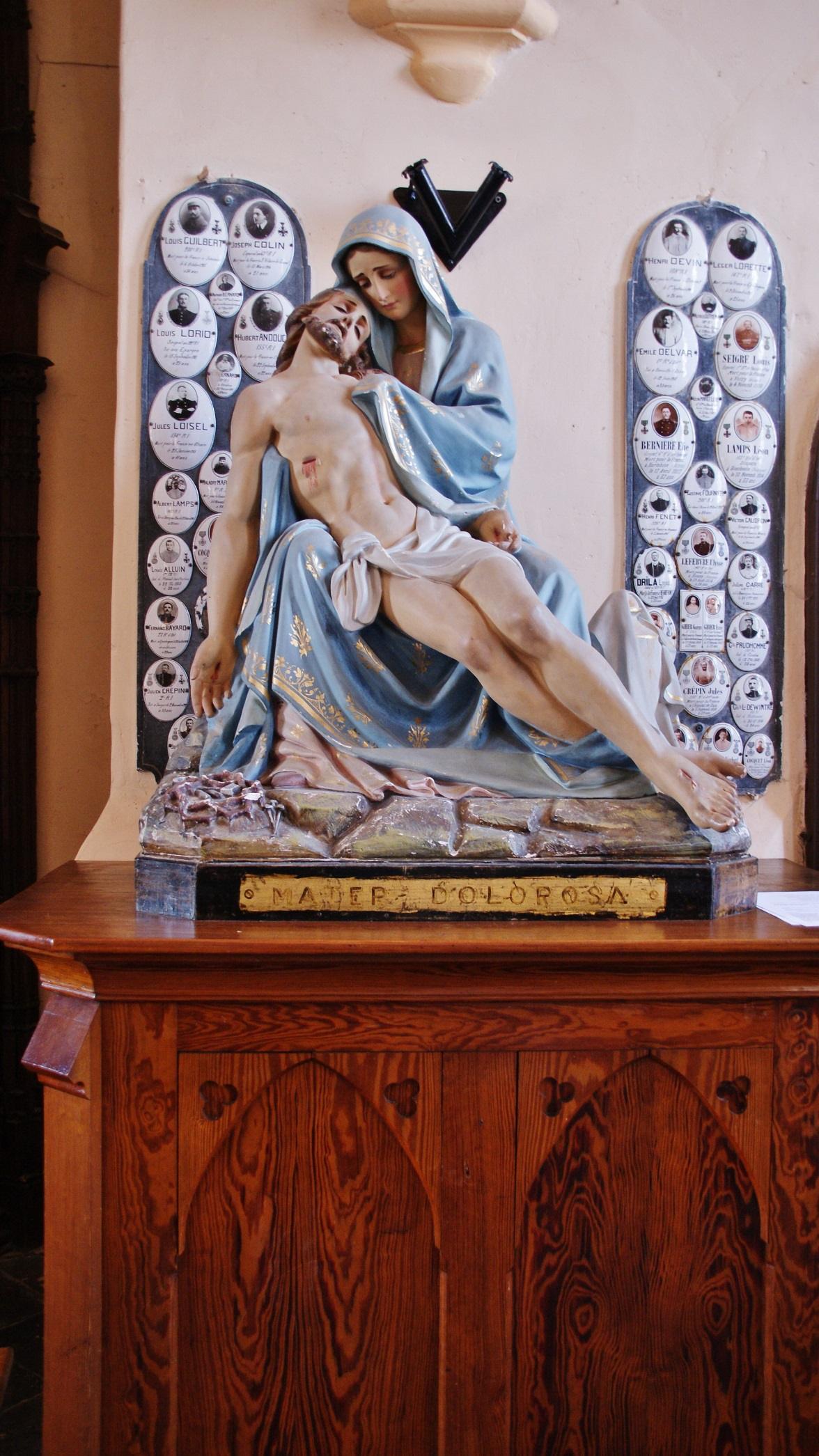
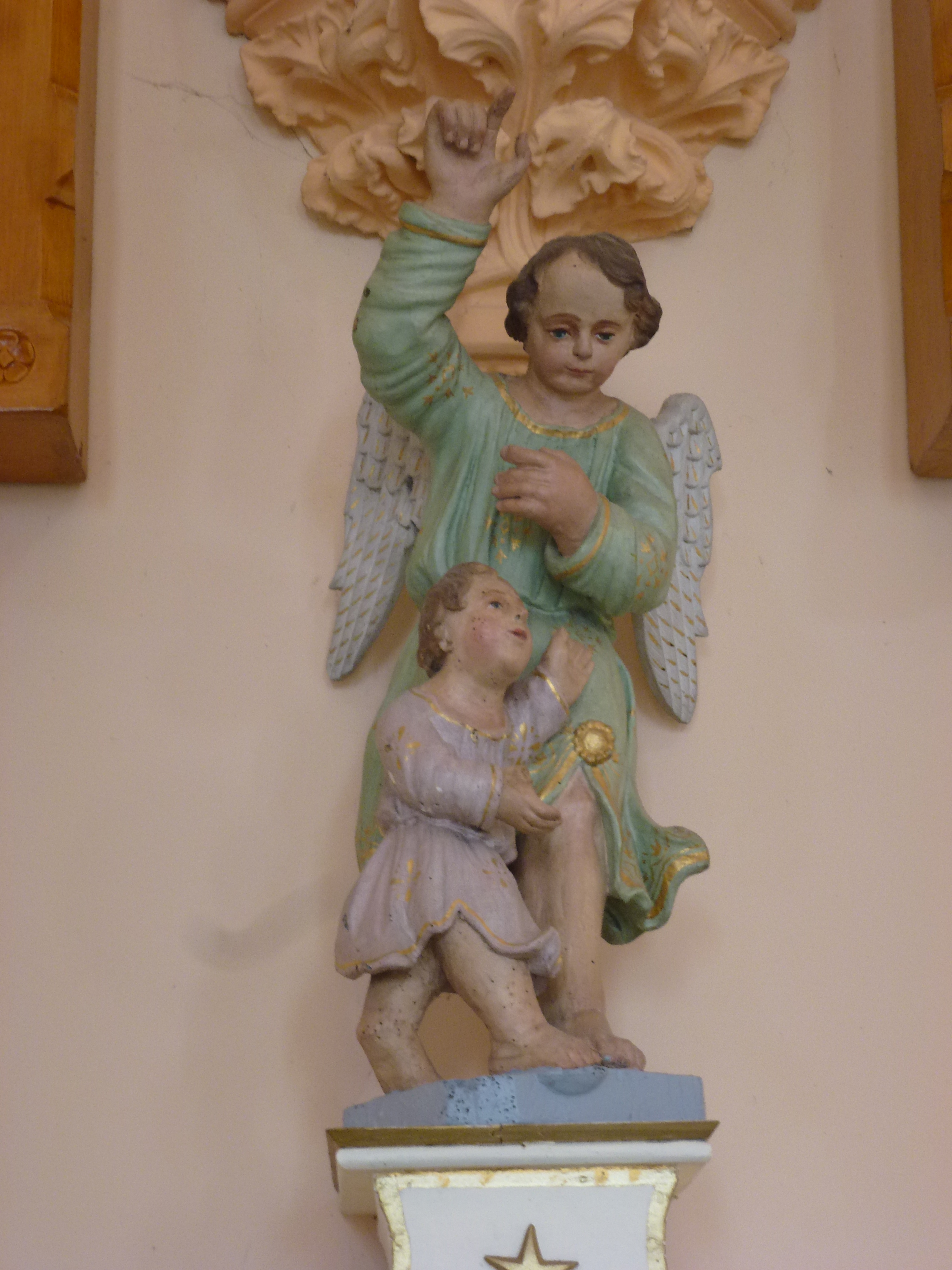
La statue de l'ange gardien.
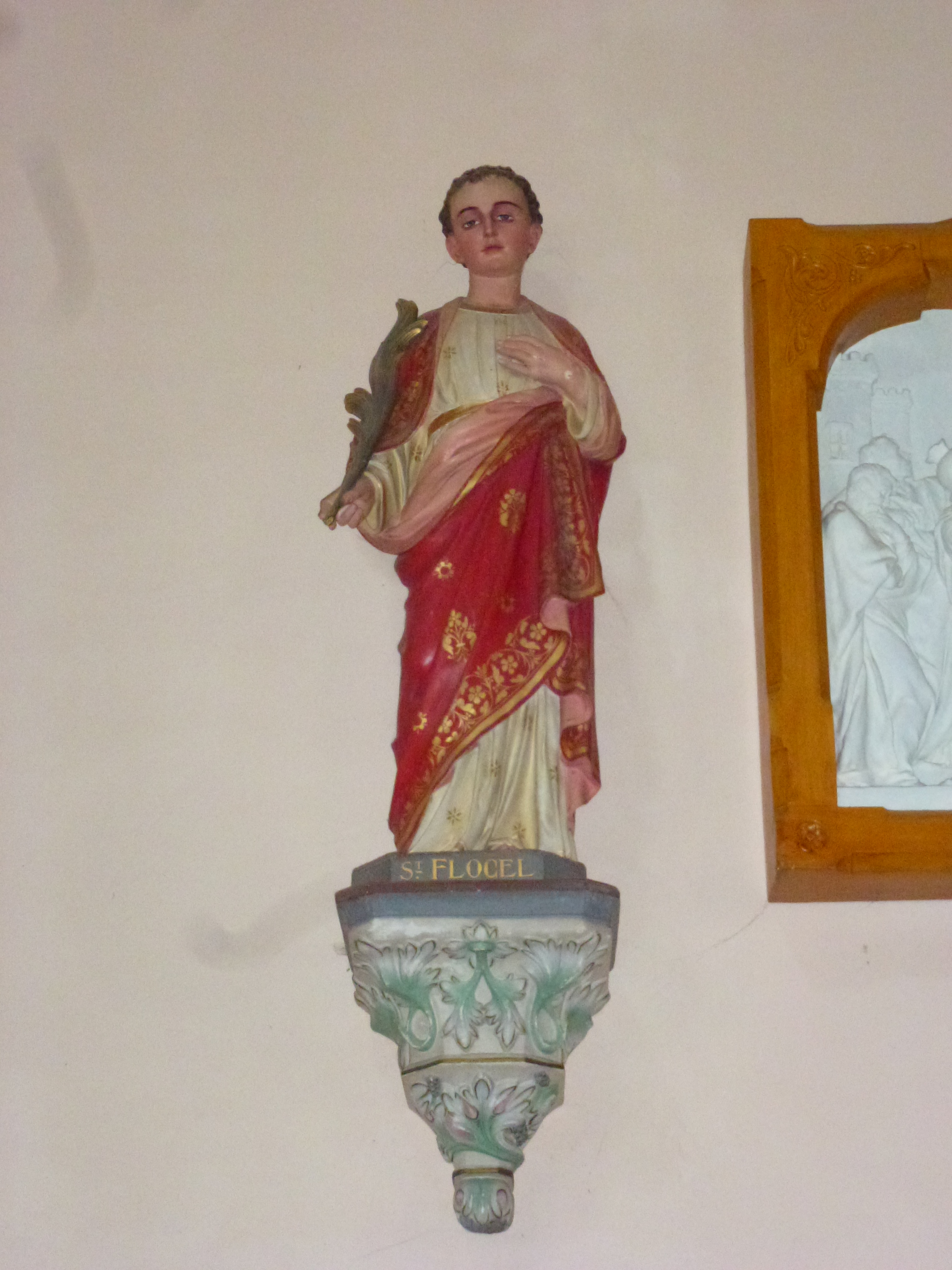
La statue de Saint-Flocel.

- Le monument aux morts[75].
- La gare.
- Les traces d'anciens châteaux.
- Le manoir de Bleue-Maison datant de 1592.
- Le moulin à farine Seigre du XIXe siècle[76].
- Le moulin du Gandspette.

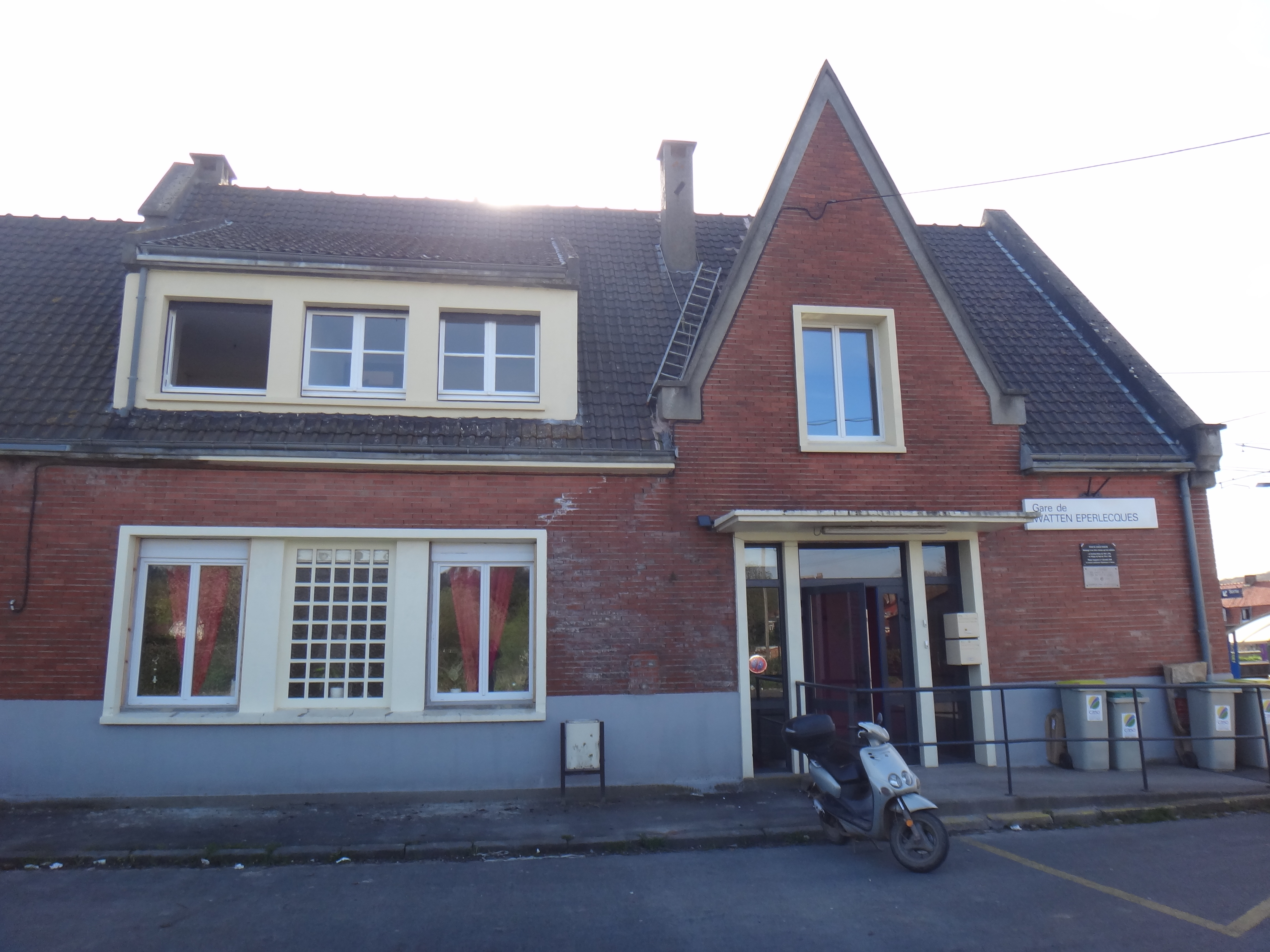
La gare.
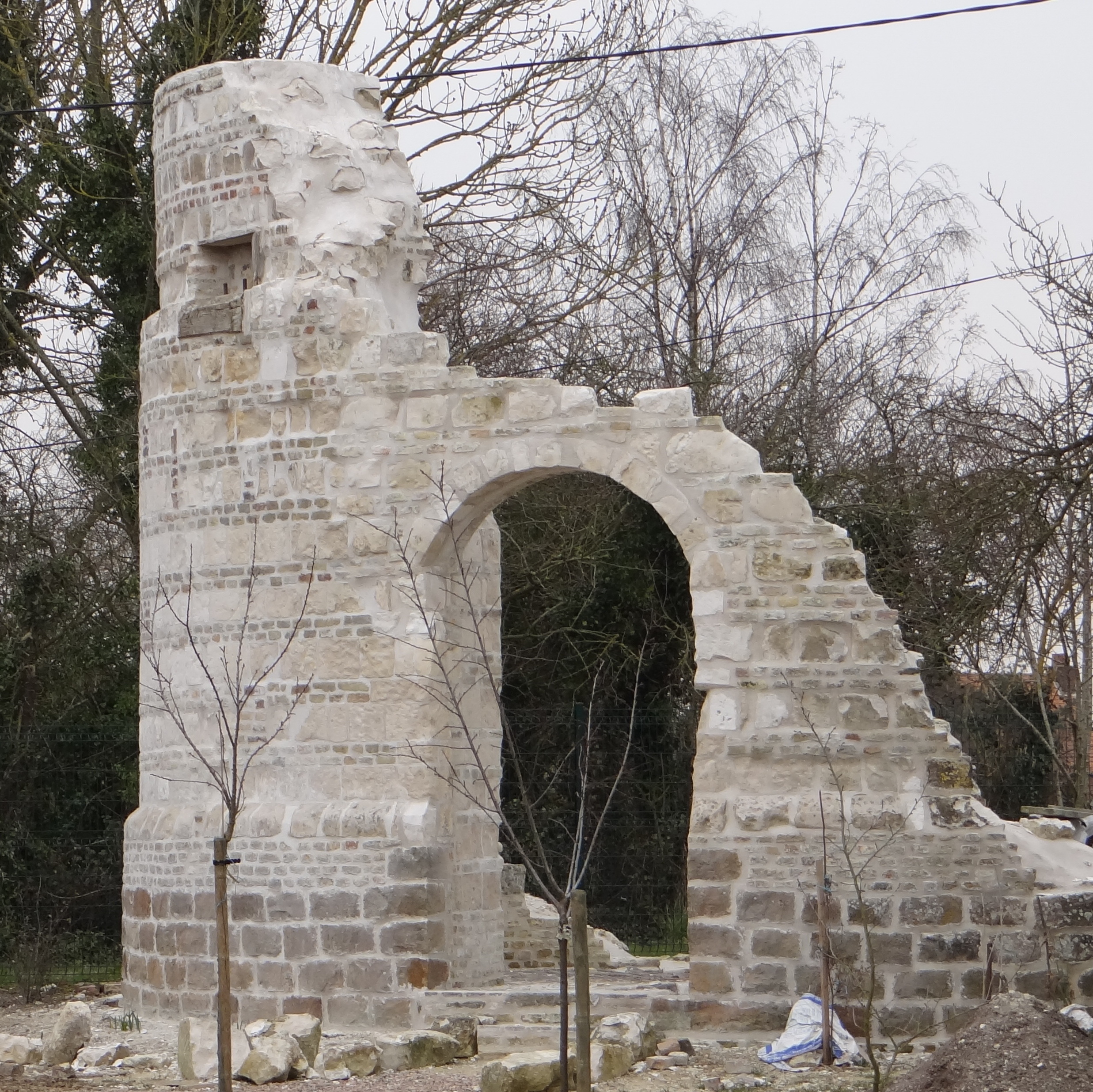
Les ruines du moulin.

### Personnalités liées à la commune
- Enguerrand de Bournonville (vers 1368-1414), châtelain d'Éperlecques.
- Antoine de Bournonville (vers 1403-1480), fils du précédent, châtelain d'Éperlecques.
- Gilles Cocquempot (1952-), personnalité politique et maire de la commune de 1983 à 2001, né à Éperlecques.

### Héraldique
| Blason de Éperlecques | Blason  | Écartelé : au 1er et 4e d'azur aux trois barres d'or, au franc-quartier senestre échiqueté d'or et d'argent, au 2e et 3e d'argent à trois étoiles d'azur. Ornements extérieursCroix de guerre 1939-1945 |
| Blason de Éperlecques | Détails | Adopté par la commune avant 1996. |

## Pour approfondir